# Xyris veruina
Xyris veruina är en gräsväxtart som beskrevs av Gustaf Oskar Andersson Malme. Xyris veruina ingår i släktet Xyris och familjen Xyridaceae. Inga underarter finns listade i Catalogue of Life.